# Quartier Jean-Jaurès
Le quartier Jean-Jaurès est un quartier du secteur est de la ville du Mans. Il se situe à proximité de la gare nord.

## Histoire
En tant qu'endroit majeur, son épicentre est la place de la Mission. Cette place fut la première à être occupée de manière « moderne » en accueillant l'hôpital de Coëffort à la fin du XIIe siècle. Le quartier, alors faubourg, servait de lieu de passage pour les pèlerins. Néanmoins le faubourg fut toujours étiré et hésitant entre deux attirances naturelles : l'une vers Pontlieue au sud, et l'autre vers Le Mans et notamment l'abbaye de la Couture.

## Géographie
Situé aux bords de l'Huisne, le quartier possède le grand viaduc ferroviaire de la ville, datant de 1914 et jamais disparu. Celui-ci voit toujours passer les trains de marchandise. Jean-Jaurès se sépare en deux entités: Jaurès Bertinière et Jaurès Crétois. Le quartier avait été créé au XIXe siècle après l'arrivée du train dans la ville. Il fallut l'industrialiser et le peupler assez rapidement pour joindre la commune de Pontlieue, qui venait alors d'être rattachée au Mans en 1844.
Ce quartier marque la séparation entre le centre-ville et le Sud du Mans. Anciennement ouvrier, le renouveau d'après-guerre y a apporté quelques immeubles, des maisons de retraite ou des bâtiments de télécommunication.

## Développement
Le quartier vécut aux grandes heures de l'industrialisation galopante de la ville. L'architecture du quartier est constituée de petites rues étriquées, ses habitations sont nombre de mancelles, construites par des ouvriers plus ou moins fortunés. Ces différences sociales s'affichent par la grandeur de un, de deux ou de trois étages des maisons. Des soldats et leurs familles vinrent s'installer dans le quartier. Rappelons qu'à la fin du XIXe siècle.

## Infrastructures
Le Mans possède pas moins de trois grandes casernes, dont celle de Paixhans, toute proche. D'autre part, comme véritable monument de l'histoire du quartier, il reste encore aujourd'hui de nombreuses traces dans le paysage de l'ancien dépôt vapeur, qui fit la gloire ferroviaire de la ville et la fit devenir l'étoile de l'ouest.   

## Modernisation
Aujourd'hui, quelques petites entreprises se sont implantées à l'est du quartier dans la zone tertiaire du Monthéard, marquant le lien avec les Sablons et le quartier Bollée. Ce quartier possède un axe routier majeur de la ville : l'Avenue Jean-Jaurès. Celle-ci permet d'accéder au centre-ville en provenance du sud de l'agglomération. Elle se prolonge vers le sud, au-delà de la place Adrien-Tironneau à Pontlieue. Elle constitue l'une des principales voies d'accès au circuit des 24 Heures du Mans.